# میروسواو بولزاسکی
میروسواو بولزاسکی (لهستانی: Mirosław Andrzej Bulzacki؛ زادهٔ ۲۳ اکتبر ۱۹۵۱) بازیکن فوتبال اهل لهستان بود.
وی به‌همراه تیم ملی فوتبال لهستان به مقام سوم جام جهانی فوتبال ۱۹۷۴ دست پیدا کرده‌است